# 2e armée (Hongrie)
Pour les articles homonymes, voir 2e armée.

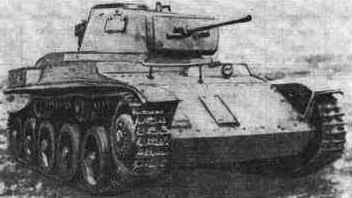
Char hongrois Toldi I lors de l'invasion de l'URSS en 1941 par la deuxième armée hongroise.

La 2e armée hongroise (Második Magyar Hadsereg) est l'une des trois armées de campagne de l'armée royale hongroise créées par le Royaume de Hongrie qui ont combattu pendant la Seconde Guerre mondiale. 
Les trois armées sont formées le 1er mars 1940. La deuxième armée est la formation hongroise la mieux équipée au début de la guerre, mais est pratiquement mise hors de combat en tant qu'unité de combat efficace par une force soviétique écrasante pendant la bataille de Stalingrad, subissant 84 % de pertes. Vers la fin de la guerre, une 2e armée réformée combat avec plus de succès lors de la bataille de Debrecen, mais, pendant le siège de Budapest qui suivra, elle sera complètement détruite et absorbée dans la troisième armée hongroise.

## Commandants successifs
- Colonel-général Gusztáv Jány (1er mars 1940 - 5 août 1943 ; décoré de la Croix de chevalier le 31 mars 1943)
- Colonel-général Géza Lakatos (5 août 1943 - 1er avril 1944 ; décoré de la Croix de chevalier le 24 mai 1944)
- Lieutenant-général Lajos Veress (1er avril - 16 octobre 1944)
- Lieutenant-général Jenő Major (en) (16 octobre - 13 novembre 1944)